# 巴布森學院
巴布森學院（Babson College）又稱百森學院或百森商學院，是一間位於美國麻州韋爾斯利（Wellesley, Massachusetts）的私立大學，距離波士頓開車約二十分鐘，其吉祥物為海貍。巴布森學院大學部學生畢業授予的學位是商學士的學位，研究所提供MBA、MSEL、MSF、MSBA等學位。
鄰近的大專院校有Olin college和衛斯理學院。三校之間關係密切，且互有專長，有免費公車接駁。
巴布森學院建立於1919年9月3日，創辦人為羅傑·巴布森。現任校長為凱莉·希里，目前學生人數3,380人，其中包括大學部2,007人，研究所1,373人。
校園內最著名的建築物為巴布森球，是一個巨大的地球儀，重25頓，直徑達8.5公尺。巴布森學院有二十二種運動隊伍，主要參與新英格蘭女男運動聯盟（NEWMAC），目前是NCAA第三級的成員。學校的代表色是綠色和白色。

## 地點
巴布森學院目前總共有三個校區；位於美國波士頓西南郊區的主校區，與兩個分別位於波士頓市區與舊金山市區的校區。

## 排名
在2016年，巴布森學院的商學研究所課程（MBA）被《美国新闻与世界报道》評鑑為創業類第一名，巴布森學院已榮膺此殊榮將近三十年。
2014年，美國《Money》雜誌將巴布森學院評為美國最佳大學。該評比主要以投資報酬率觀點進行排名。

## 招生概況
2023年，大學部
總共招收626人，總申請人數達7995人，錄取率20%,中間50%新生的SAT分數落在1430(85%)-1510(97%)

## 著名校友
Akio Toyoda豐田章男 MBA1982: 豐田汽車總裁(CEO)
Roger Enrico: 美國百事可樂(Pepsi Coke)前總裁(CEO)
陳泰谷 Tai-Ku Chen MBA2010: 台灣Gumhoo及SweetShot創辦人，2013年任鴻海三創數位創業育成經理，2015年2月擔任廈門愛特加速器台灣區負責人，2015年8月擔任美國矽谷創投Quest Venture Partner的Asia Community Partner一職
王君馨： 香港女星